# BitMaster
BitMaster — проприетарный бесплатный менеджер загрузок для семейства ОС Microsoft Windows. Позиционируется как универсальный менеджер загрузок с поддержкой p2p сетей. Помимо стандартных функций загрузки файлов имеет несколько особенностей, в числе которых возможность поиска файлов прямо в программе. Имеет возможность воспроизведения аудио- и видеофайлов на странице поиска, для предварительного ознакомления.

## Возможности
- Встроенный поиск файлов с гибкими настройками.
- Загрузка видео с YouTube по одному или целыми каналами пользователей, с возможностью выбора качества (разрешения) видео.
- Загрузка файлов по протоколам ftp и http.
- Загрузка видео- и аудиофайлов с социальной сети Вконтакте
- Встроенный клиент p2p сетей BitTorrent.
- Возобновление загрузки файла с последнего места его разрыва (докачка).
- Загрузка файлов с файлообменных сетей не покидая окна программы.
- Интеграция с веб-браузерами Internet Explorer, Opera, Firefox, Google Chrome, Chromium и другими браузерами на его основе.
- 2 языка интерфейса: русский и английский языки.
- Мониторинг буфера обмена на наличие URL ссылок и Magnet-ссылок.
- Встроенный редактор меток для файлов.
- Возможность настройки скорости скачивания файлов.
- Возможность воспроизведения аудио- и видеофайлов на странице поиска, для предварительного ознакомления.

## Недостатки
- Доступна только для ОС Windows.
- Имеет закрытый исходный код.
- Малая функциональность. Отсутствует поддержка многопоточной загрузки.
- По данным отчета Virustotal некоторые антивирусы классифицируют как вредоносный файл.